# کوه هزار
کوه هزار، بلندترین قله جنوب ایران و استان کرمان در بخش راین شهرستان کرمان قرار دارد. ارتفاع قله هزار با اندازه‌گیری دقیق، ۴۵۰۱ متر برآورد شده‌است.
کوه هزار، به دلیل داشتن هزار نوع گیاه گوناگون، هزار نامیده شده‌است و چهارمین قله مرتفع ایران و مرتفع‌ترین قله جنوب کشور است. روستاهای دامنه کوه هزار، با آب و هوایی دلپذیر و آبشار راین که در دل این کوه قرار دارد، در فصل بهار و تابستان پذیرای میهمانان زیادی است. هزار با مساحت ۹۰۰ کیلومتر مربع، سرچشمه رودخانهٔ تهرود می‌باشد.
در فاصلهٔ کمی از قله زیارتگاهی وجود دارد که به صورت سنگ چینی مربعی شکل ساخته شده‌است و به زیارتگاه‌های الههٔ آناهیتا شباهت دارد.
مرتفع‌ترین منطقه مسکونی ایران، روستای باب زنگی از توابع بخش راین است که با ارتفاع ۳۳۰۹ متر در کوه هزار قرار دارد. چندین خانوار در این روستا سکونت دارند و مردم روستا نذورات خود را در بالای کوه ادا می‌کنند. روستای باب زنگی را در زنگی هم می‌نامند. مردم این روستا در تمام فصول سال در این روستا ساکن هستند و در فصل زمستان به دلیل بارش برف، راه ارتباطی آنها به شهر راین برای مدتی قطع می‌شود.